# Halecium lenticulare
Halecium lenticulare is een hydroïdpoliep uit de familie Haleciidae. De poliep komt uit het geslacht Halecium. Halecium lenticulare werd in 1928 voor het eerst wetenschappelijk beschreven door Trebilcock. 